# 탄자니아의 코로나19 범유행
다음은 탄자니아의 코로나19 범유행 현황에 대한 설명이다.
탄자니아 당국은 지난 5월 존 마구풀리 대통령이 실험실이 거짓 양성 반응을 보이고 있다고 주장한 이후 사건 번호 보고를 중단했다.

## 배경
세계보건기구(WHO)는 12일 2019년 12월 31일 처음 WHO의 주목을 받았던 중화인민공화국 후베이성 우한시의 한 집단에서 신종 코로나바이러스가 호흡기 질환의 원인임을 확인했다. 이 군단은 처음에 우한화난수산물도매시장과 연결되어 있었다. 그러나 실험실 확정 결과가 나온 그 첫 사례들 중 일부는 시장과 연관성이 없었고, 전염병의 근원은 알려져 있지 않다.
2003년 사스와 달리 COVID-19의 경우 치명률은 훨씬 낮았지만, 총 사망자 수가 상당할 정도로 감염 경로는 훨씬 더 컸다. COVID-19는 전형적으로 약 7일 정도의 독감과 유사한 증상을 보이며, 그 후 일부 사람들은 병원에 입원해야 하는 바이러스성 폐렴의 증상으로 발전한다. 3월 19일부터 COVID-19는 더 이상 "높은 결과 감염병"으로 분류되지 않았다.
2020년 5월, 인권 운동가인 파트마 카루메는 당국이 사람들을 압도하지 않기 위해 병원에 가는 것을 금하고 있지만, 바이러스에 대한 적절한 지침을 주지 않고 있다고 말했다. 카루메는 "정보를 보류하고 그들이 위기에 어떻게 대응해야 하는지에 대한 의구심을 불러일으킴으로써 국가 전체를 무력화시킬 때 그 결과는 재앙이 될 수 있다"고 말했다.

## 연혁
3월 16일, 탄자니아에서의 첫 번째 사건이 아루샤에서 확인되었다. 벨기에에서 아루샤로 온 사람은 46세의 탄자니아인이었다.
3월 18일 탄자니아에서 또 다른 2건의 사건이 보고되었다. 3월 19일에 두 건의 새로운 사건이 보고되어, 모두 6건이 되었다. 다르에스살람에서는 5건의 사건이, 다른 사건들은 잔지바르에서 발생했다.

## 같이 보기
- 아프리카의 코로나19 범유행
- 나라별 코로나19 범유행